# Prężynka
Prężynka (niem. Klein Pramsen, cz. Prudinka) – wieś w Polsce położona w województwie opolskim, w powiecie prudnickim, w gminie Lubrza. Historycznie leży na Górnym Śląsku, na ziemi prudnickiej. Położona jest na terenie Wysoczyzny Bialskiej, będącej częścią Niziny Śląskiej.
W latach 1954–1961 wieś należała i była siedzibą władz gromady Prężynka, po jej zniesieniu w gromadzie Lubrza. W latach 1975–1998 miejscowość administracyjnie należała do ówczesnego województwa opolskiego.
Według danych na 31 grudnia 2013 r. wieś była zamieszkana przez 273 osób.
Patronką wsi jest św. Maria Magdalena.

## Geografia

### Położenie
Wieś jest położona w południowo-zachodniej Polsce, w województwie opolskim, około 9 km od granicy z Czechami, na Wysoczyźnie Bialskiej, tuż przy granicy gminy Lubrza z gminami Prudnik i Biała. Należy do Euroregionu Pradziad.
Do sołectwa Prężynka należy osada Dobroszewice.

### Środowisko naturalne
W Prężynce panuje klimat umiarkowany ciepły. Średnia temperatura roczna wynosi +8,0 °C. Duże zróżnicowanie dotyczy termicznych pór roku. Średnie roczne opady atmosferyczne w rejonie Prężynki wynoszą 625 mm. Dominują wiatry zachodnie.
| SIMC    | Nazwa        | Rodzaj |
| ------- | ------------ | ------ |
| 0498419 | Dobroszewice | osada  |

## Nazwa
W najstarszych dokumentach nie wprowadzono rozróżnienia między Prężynką a pobliską Prężyną. W kronice łacińskiej Liber fundationis episcopatus Vratislaviensis (pol. Księga uposażeń biskupstwa wrocławskiego) spisanej w latach 1295–1305 miejscowość wymieniona jest w zlatynizowanej formie Pramsina. W dokumencie z Opawy z 18 lutego 1327 wzmiankowana była jako Pramsyn. W Spisie miejscowości województwa śląsko-dąbrowskiego łącznie z obszarem ziem odzyskanych Śląska Opolskiego wydanym w Katowicach w 1946 wieś wymieniona jest pod polską nazwą Prążynka. 15 marca 1947 nadano miejscowości polską nazwę Prężynka.
W historycznych dokumentach nazwę miejscowości wzmiankowano w różnych językach oraz formach: Prampsyn minori (1379), minori Pramsin (1384), Klein Pramsen (1420), zu Wenigen Pramsin (1421), Parva Pramsen (1423), Parvo Pramsen (1679), Minori Pramsen (1680), Kl. Prambsen, P. Malo Prandzena (1736), Klein Prambsen (1743), Pramsen Klein (1784), Pramsen, Klein, Mała Pranźjnka (1845), Prężyna Mała, Pramsin Klein (1888), Prążynka – Klein Pramsen (1939).

## Historia

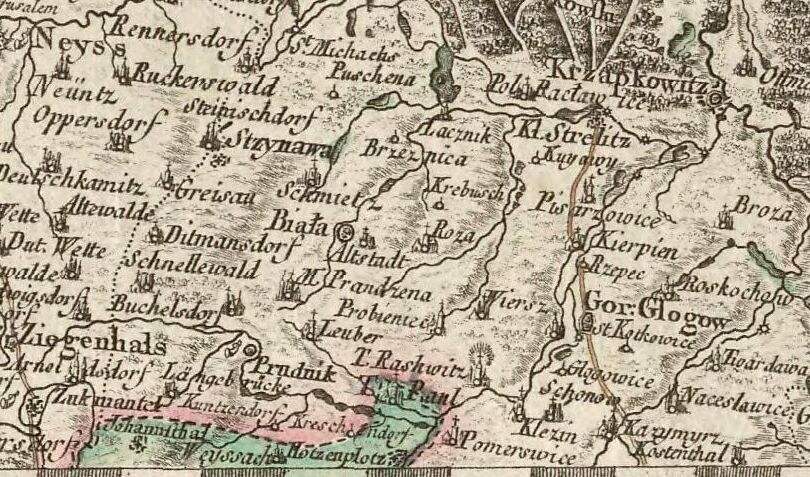
Prężynka (M. Prandzena) wśród miejscowości ziemi prudnickiej na polskojęzycznej mapie z 1772

Na obszarze dzisiejszej Prężynki znaleziono ślady osadnictwa z epoki paleolitu, neolitu i późnego okresu wpływów rzymskich.
Założenie wsi wyznacza się na XII wiek. Pierwsza wzmianka o niej pochodzi z 1233. Lokowano ją na regularnym układzie ulicówki z układem pól niwowo-łanowym. Genetyczne siedlisko wsi znajduje się w północnej części jej dzisiejszej zabudowy. W XV wieku właścicielem Prężynki był rycerz Temchen z Borzygniewa.

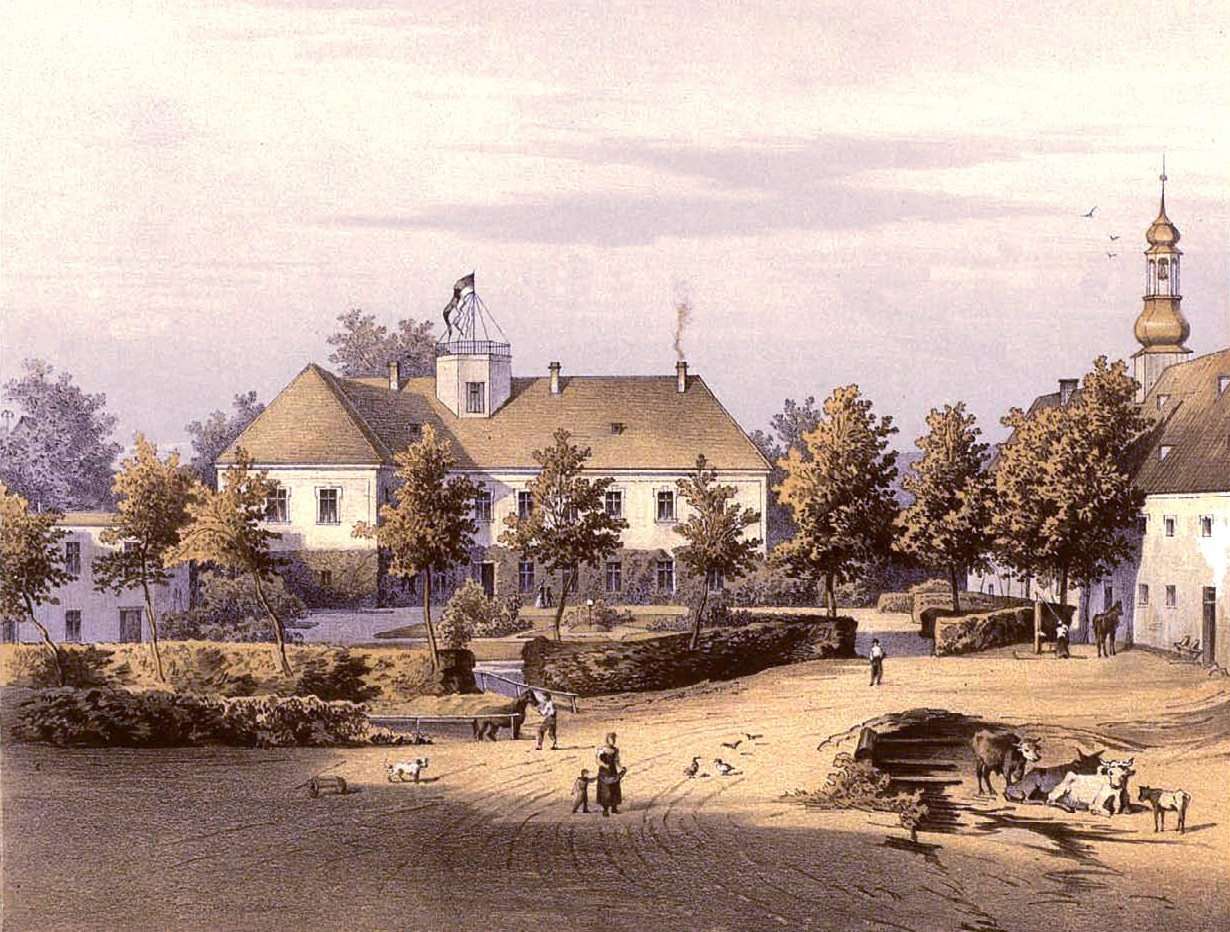
Litografia pałacu w Prężynce w XIX w. autorstwa Alexandra Dunckera

W pierwszej połowie XVI wieku właścicielem Prężynki był Mikołaj Tabor. W 1570 Prężynkę kupił Kasper Tabor, a w 1577 jej właścicielem był Adam Tabor. W 1621 wieś posiadali bracia Kasper i Mikołaj Tabor. Pod koniec XVII wieku jej właścicielem był Kasper Tabor. Około XVI–XVII wieku we wsi powstał folwark wraz z pałacem. Nastąpił wówczas gwałtowny rozwój demograficzny i przestrzenny wsi, a nową zabudowę rolniczą sytuowano w południowej części dzisiejszej zabudowy, przy drodze do Lubrzy. Do 1742 wieś należała do powiatu sądowego bialskiego w Monarchii Habsburgów. Po I wojnie śląskiej znalazła się w granicach Królestwa Prus i weszła w skład powiatu prudnickiego w prowincji Śląsk. W 1784 w Prężynce mieszkało 401 osób, w tym 18 rolników, 33 ogrodników i 15 chłopów. 22 lipca 1797 przez gradobicie i powódź zostały zniszczone płody pól, ogrodów i sadów we wsi. Od 1797 do 1801 w Prężynce i okolicy dochodziło do klęsk żywiołowych, panował głód i choroby.

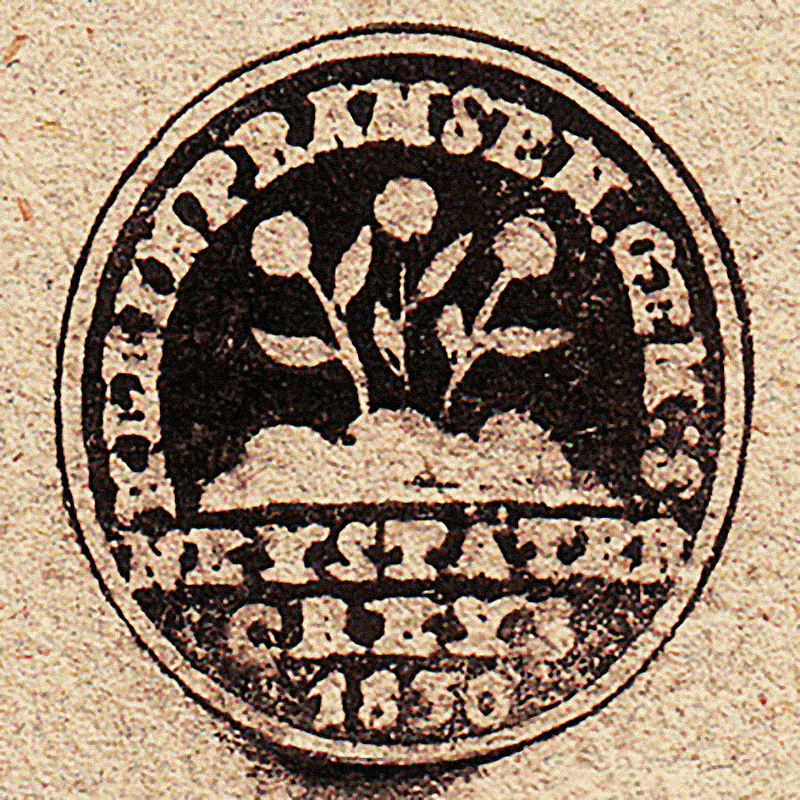
Pieczęć Prężynki (1842)

W 1818 majątek Prężynka kupiła Maria Eloisa Bohl von Montbach. W 1840 właścicielem Prężynki został jej mąż – Anton Maria von Matuschka-Spättgen, ówczesny właściciel Pyszczyna. W 1876 we wsi wzniesiona została kaplica św. Marii Magdaleny. Około 1887 przygotowywano się do budowy kościoła w Prężynce na pagórku od strony Czyżowic. Fundatorzy jednak wycofali się z projektu, a zakupione materiały budowlane przekazano na budowę kościoła św. Jakuba Apostoła w Prężynie. W XIX wieku w Prężynce funkcjonował młyn wodny. Wieś posiadała swoją własną pieczęć, która przedstawiała w polu trzy kwiaty wyrastające z murawy, a w otoku napis: KLEINPRAMSEN: GEM: S: / NEYSTAETER CREYS (pol. Gmina Prężynka / Powiat Prudnicki).

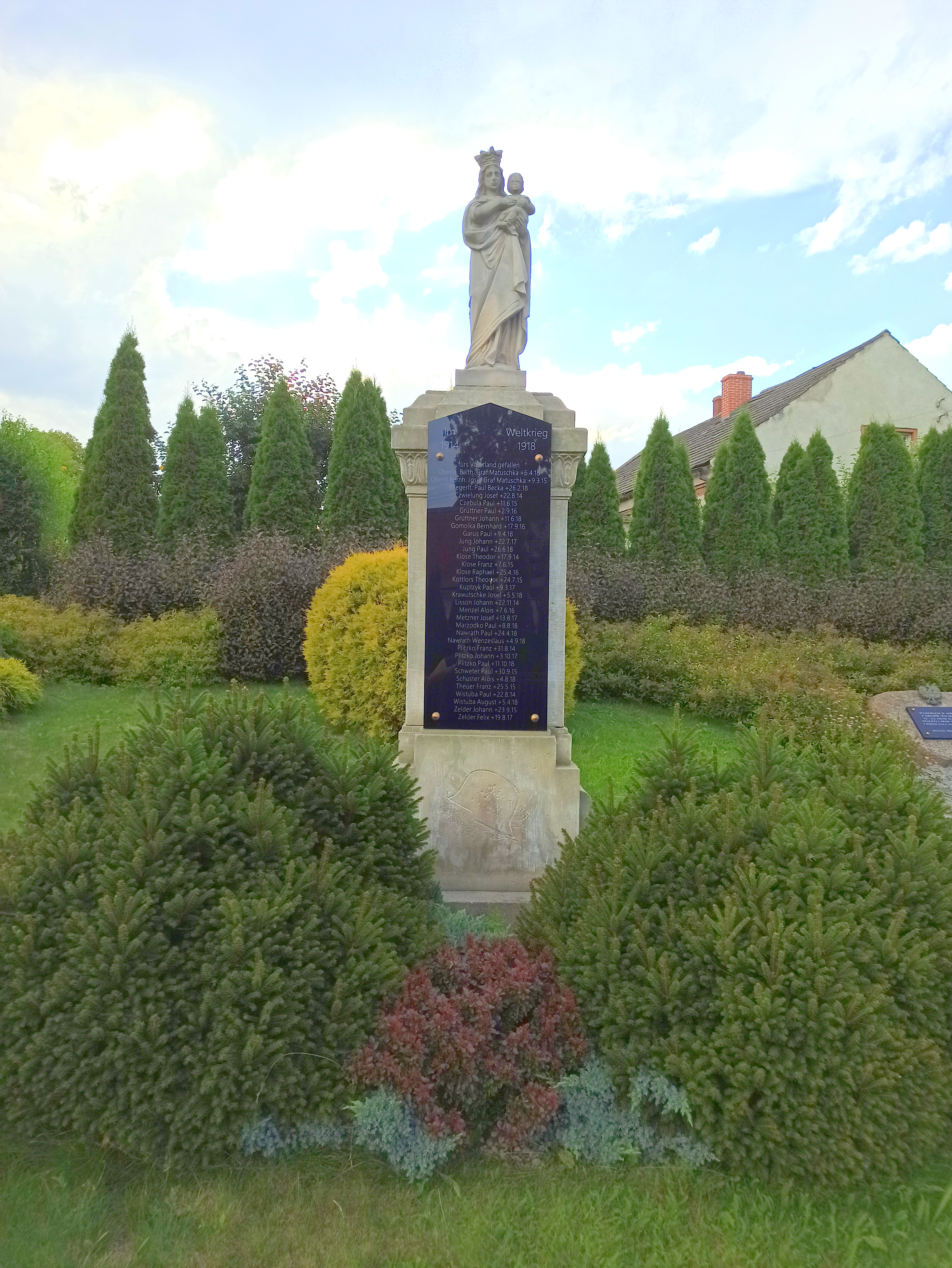
Odrestaurowany pomnik poległych w I wojnie światowej

Według spisu ludności z 1 grudnia 1910, na 789 mieszkańców Prężynki 438 posługiwało się językiem niemieckim, 309 językiem polskim, a 42 było dwujęzycznych. W 1918 majątek w Prężynce przejął Hans Benn von Matuschka. W wyborach parlamentarnych w Republice Weimarskiej w 1919 najwięcej głosów w Prężynce zdobyli chrześcijańscy demokraci. W 1921 w zasięgu plebiscytu na Górnym Śląsku znalazła się tylko część powiatu prudnickiego. Prężynka znalazła się po stronie zachodniej, poza terenem plebiscytowym. W tym samym roku hrabia Matuschka ufundował pomnik z figurą Matki Boskiej Bolesnej upamiętniający mieszkańców wsi, którzy zginęli podczas I wojny światowej. Po gradobiciu 20 maja 1924 we wsi postawiono pomnik z krzyżem i sceną z XIII stacji drogi krzyżowej ufundowany przez Gὅrlicha Friedlanda.

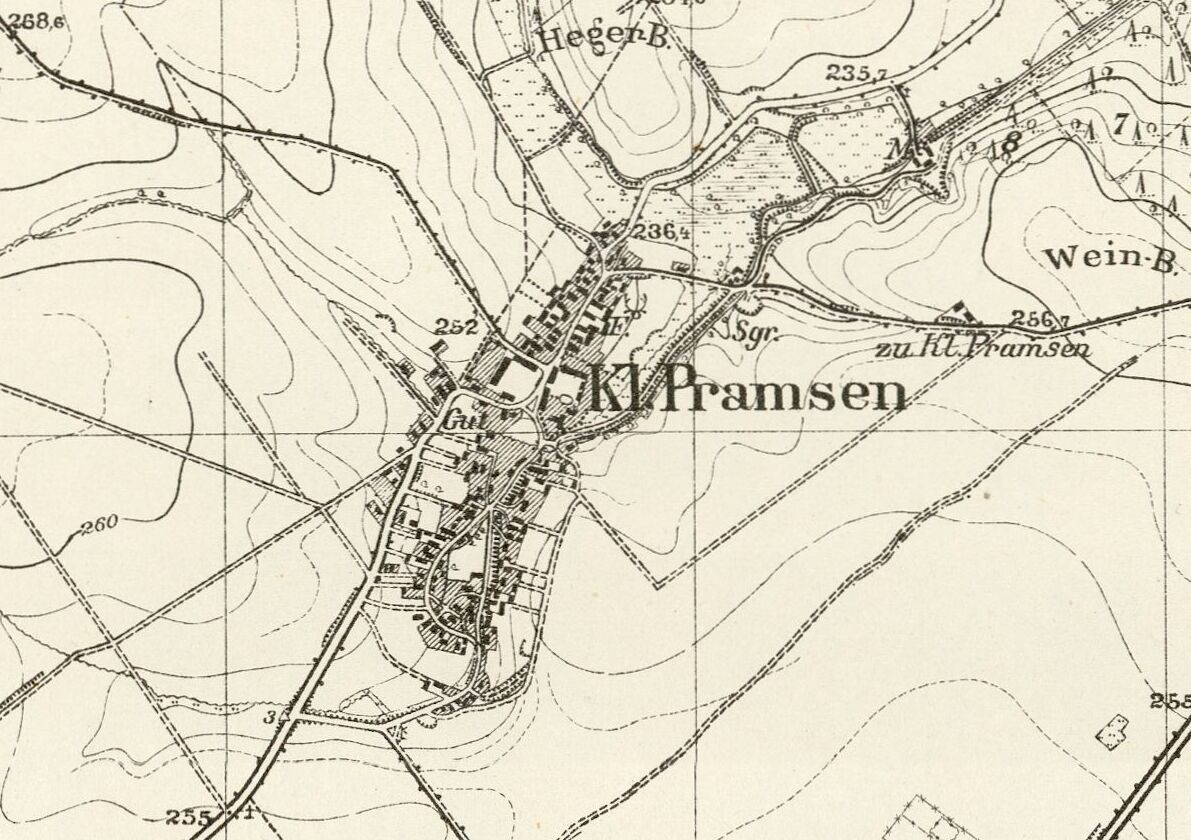
Prężynka na mapie z 1930

Od marca do maja 1945 powiat prudnicki znajdował się pod kontrolą radzieckiej komendantury wojskowej. 11 maja 1945 polska administracja przejęła władzę cywilną w powiecie prudnickim. Wówczas w Prężynce została osiedlona część polskich repatriantów z Kresów Wschodnich – z Kozłowa koło Tarnopola na terenie obecnej Ukrainy. Niemieckojęzyczna ludność została częściowo wysiedlona na zachód.

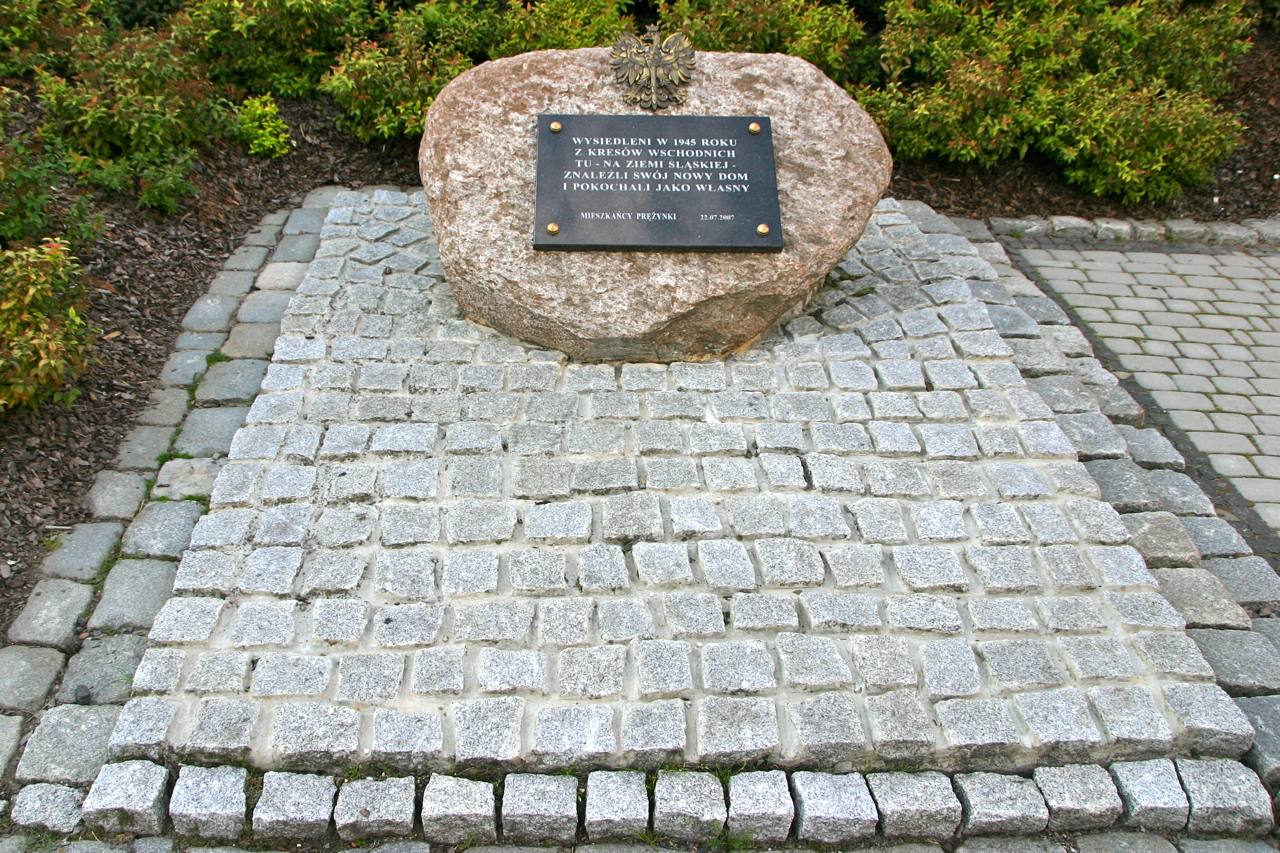
Pomnik upamiętniający wysiedlonych z Kresów Wschodnich

W latach 1945–1950 Prężynka należała do województwa śląskiego, a od 1950 do województwa opolskiego. W latach 1945–1954 wieś należała do gminy Rudziczka, w latach 1954–1961 była siedzibą gromady Prężynka, a w latach 1961–1972 należała do gromady Lubrza. Podlegała urzędowi pocztowemu w Prudniku.
Pierwszy powojenny polski nauczyciel przybył do Prężynki 20 czerwca 1945. W 1949 we wsi znajdowały się między innymi: szkoła podstawowa prowadzona przez Inspektorat Szkolny w Prudniku, krawiec. W sierpniu 1981 w Prężynce założony został Niezależny Samorządny Związek Zawodowy Rolników Indywidualnych „Solidarność”, do którego zapisało się ponad 60 osób.
22 lipca 2007 odsłonięto w Prężynce tablicę upamiętniającą przybycie na Śląsk wysiedlonych z Kresów Wschodnich nowych mieszkańców wsi w 1945. Pomysłodawcą postawienia pomnika był Tadeusz Soroczyński. W tym samym roku Prężynka przystąpiła do Programu Odnowy Wsi Opolskiej.

### Przynależność państwowa i administracyjna
| Okres     |                                                                                | Państwo                           | Zwierzchnictwo                    | Jednostka administracyjna                                                |
| --------- | ------------------------------------------------------------------------------ | --------------------------------- | --------------------------------- | ------------------------------------------------------------------------ |
| 1233–1281 |                                                                                | Księstwo opolsko-raciborskie      | Księstwo opolsko-raciborskie      | księstwo opolskie                                                        |
| 1281–1313 |                                                                                | Księstwo opolskie                 | Księstwo opolskie                 |                                                                          |
| 1313–1382 |                                                                                | Księstwo niemodlińskie            | Księstwo niemodlińskie            |                                                                          |
| 1382–1424 |                                                                                | Księstwo niemodlińsko-strzeleckie | Księstwo niemodlińsko-strzeleckie |                                                                          |
| 1424–1460 |                                                                                | Księstwo głogówecko-prudnickie    | Księstwo głogówecko-prudnickie    |                                                                          |
| 1460–1521 |                                                                                | Księstwo opolskie                 | Księstwo opolskie                 |                                                                          |
| 1521–1532 |                                                                                | Księstwo opolsko-raciborskie      | Księstwo opolsko-raciborskie      | księstwo opolskie                                                        |
| 1532–1742 | Monarchia Habsburgów                                                           | Monarchia Habsburgów              | Święte Cesarstwo Rzymskie         | księstwo opolsko-raciborskie, powiat sądowy bialski                      |
| 1742–1806 |                                                                                | Królestwo Prus                    | Święte Cesarstwo Rzymskie         | kamera wrocławska, departament wrocławski, powiat prudnicki              |
| 1806–1815 |                                                                                | Królestwo Prus                    | Królestwo Prus                    | kamera wrocławska, departament wrocławski, powiat prudnicki              |
| 1815–1871 | prowincja Śląsk, rejencja opolska, powiat prudnicki                            | Królestwo Prus                    | Królestwo Prus                    |                                                                          |
| 1871–1918 | Cesarstwo Niemieckie                                                           | Cesarstwo Niemieckie              | Cesarstwo Niemieckie              | Królestwo Prus, prowincja Śląsk, rejencja opolska, powiat prudnicki      |
| 1918–1919 |                                                                                | Republika Weimarska               | Republika Weimarska               | Wolne Państwo Prusy, prowincja Śląsk, rejencja opolska, powiat prudnicki |
| 1919–1933 | Wolne Państwo Prusy, prowincja Górny Śląsk, rejencja opolska, powiat prudnicki | Republika Weimarska               | Republika Weimarska               |                                                                          |
| 1933–1938 | Wolne Państwo Prusy, prowincja Górny Śląsk, rejencja opolska, powiat prudnicki | III Rzesza                        | III Rzesza                        | III Rzesza                                                               |
| 1938–1941 | Wolne Państwo Prusy, prowincja Śląsk, rejencja opolska, powiat prudnicki       | III Rzesza                        | III Rzesza                        | III Rzesza                                                               |
| 1941–1945 | Wolne Państwo Prusy, prowincja Górny Śląsk, rejencja opolska, powiat prudnicki | III Rzesza                        | III Rzesza                        | III Rzesza                                                               |
| 1945–1946 |                                                                                | Rzeczpospolita Polska             | Rzeczpospolita Polska             | Okręg I (Śląsk Opolski)                                                  |
| 1946–1950 | województwo śląskie, powiat prudnicki, gmina Rudziczka                         | Rzeczpospolita Polska             | Rzeczpospolita Polska             |                                                                          |
| 1950–1952 | województwo opolskie, powiat prudnicki, gmina Rudziczka                        | Rzeczpospolita Polska             | Rzeczpospolita Polska             |                                                                          |
| 1952–1954 | województwo opolskie, powiat prudnicki, gmina Rudziczka                        |                                   | Polska Rzeczpospolita Ludowa      | Polska Rzeczpospolita Ludowa                                             |
| 1954–1961 | województwo opolskie, powiat prudnicki, gromada Prężynka                       |                                   | Polska Rzeczpospolita Ludowa      | Polska Rzeczpospolita Ludowa                                             |
| 1961–1973 | województwo opolskie, powiat prudnicki, gromada Lubrza                         |                                   | Polska Rzeczpospolita Ludowa      | Polska Rzeczpospolita Ludowa                                             |
| 1973–1975 | województwo opolskie, powiat prudnicki, gmina Lubrza                           |                                   | Polska Rzeczpospolita Ludowa      | Polska Rzeczpospolita Ludowa                                             |
| 1975–1989 | województwo opolskie, gmina Lubrza                                             |                                   | Polska Rzeczpospolita Ludowa      | Polska Rzeczpospolita Ludowa                                             |
| 1989–1998 | województwo opolskie, gmina Lubrza                                             | Polska                            | Rzeczpospolita Polska             | Rzeczpospolita Polska                                                    |
| od 1999   | województwo opolskie, powiat prudnicki, gmina Lubrza                           | Polska                            | Rzeczpospolita Polska             | Rzeczpospolita Polska                                                    |

## Mieszkańcy
Miejscowość zamieszkiwana jest przez ludność napływową, przybyłą na Śląsk z Kresów Wschodnich po 1945 w wyniku przymusowych przesiedleń ludności polskiej.

### Liczba mieszkańców wsi
- 1784 – 401[25]
- 1871 – 604[50]
- 1885 – 630[51]
- 1905 – 646[52]
- 1910 – 627[53]
- 1933 – 735[54]
- 1939 – 745[54]
- 1966 – 480[55]
- 1998 – 423[56]
- 2002 – 352[56]
- 2009 – 349[56]
- 2011 – 338[56]
- 2012 – 277[8]
- 2013 – 273[8]

## Zabytki
Do wojewódzkiego rejestru zabytków wpisana jest:
- oficyna pałacowa, z poł. XIX w., nie istnieje.

Zgodnie z gminną ewidencją zabytków w Prężynce chronione są ponadto:
- układ ruralistyczny, z XII w.
- kapliczka, z pocz. XX w.
- budynek mieszkalno-gospodarczy nr 18a, z kon. XIX w.
- budynek mieszkalno-gospodarczy nr 23, z XIX/XX w.
- budynek mieszkalny nr 24, z l. 20-30. XX w.
- budynek mieszkalny nr 25, z 1 ćw. XX w.
- budynek mieszkalno-gospodarczy nr 30, z 1932 r.
- budynek mieszkalno-gospodarczy nr 31, z XIX/XX w.
- budynek mieszkalny nr 41, z 4 ćw. XIX w.
- budynek gospodarczy w d. folwarku, ob. mieszkalny, nr 50/51, z XIX w.; pocz. XX w.
- budynek mieszkalno-gospodarczy nr 103, z 1 ćw. XX w.

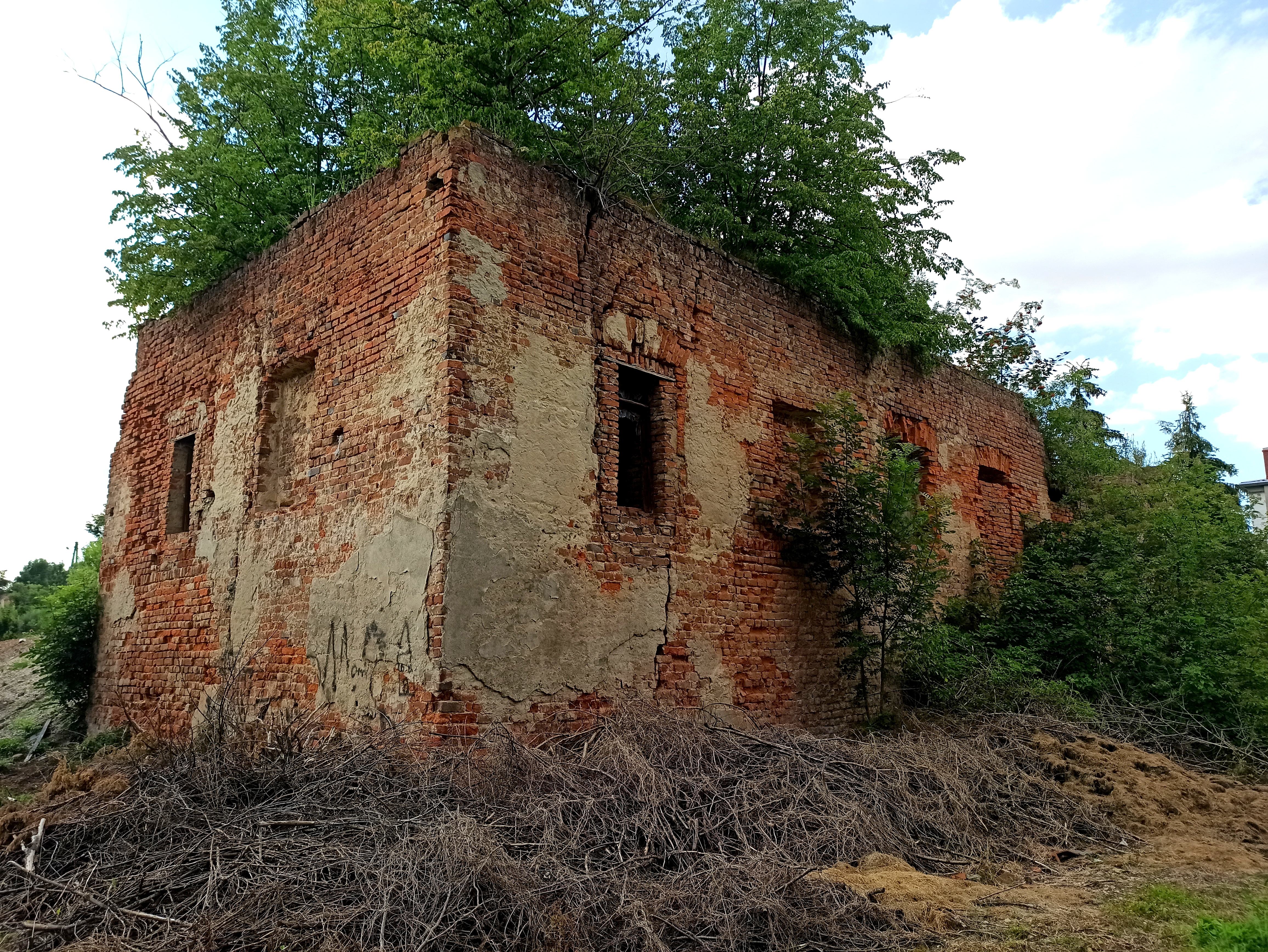
Ruina oficyny pałacowej
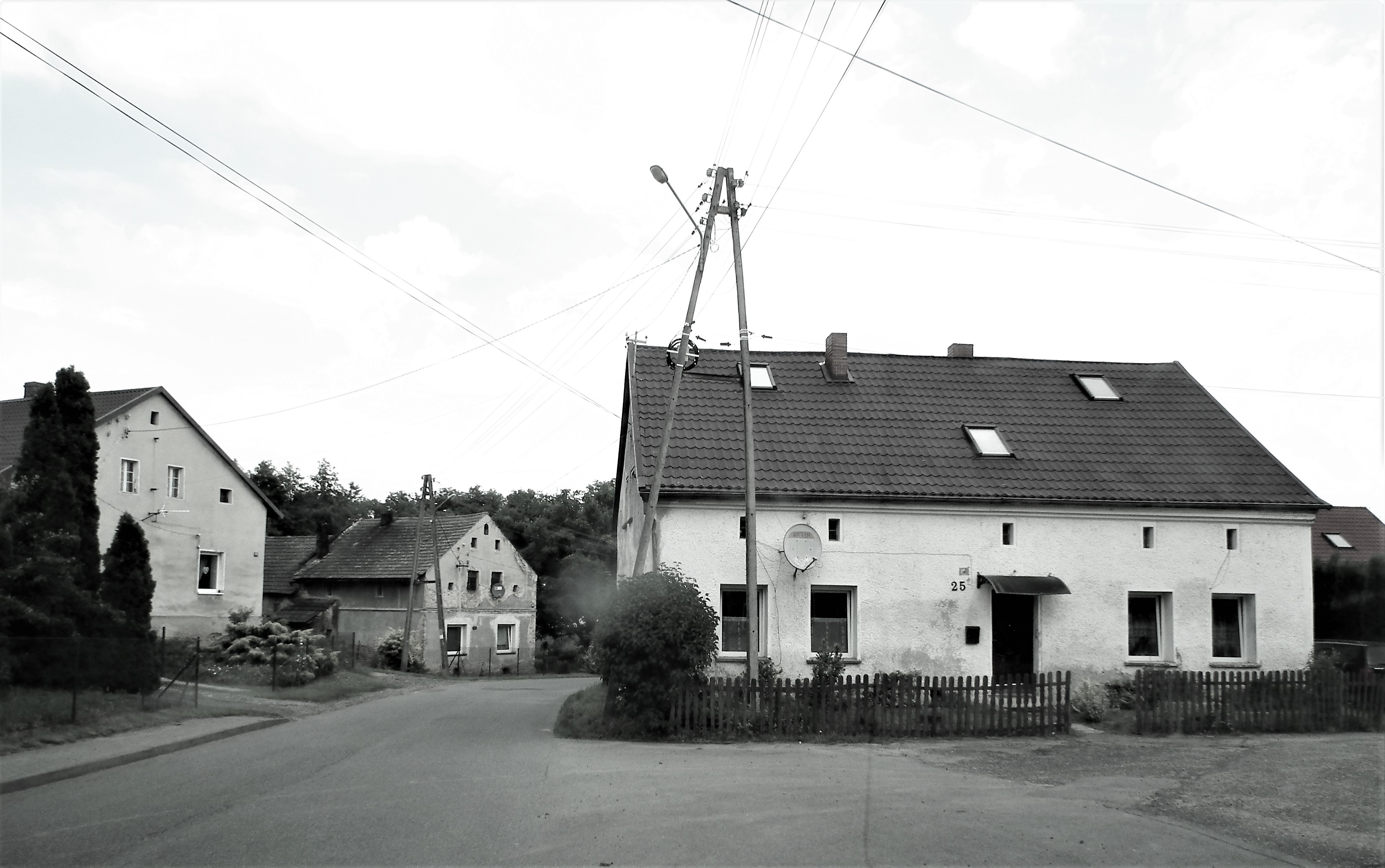
Dom nr 25
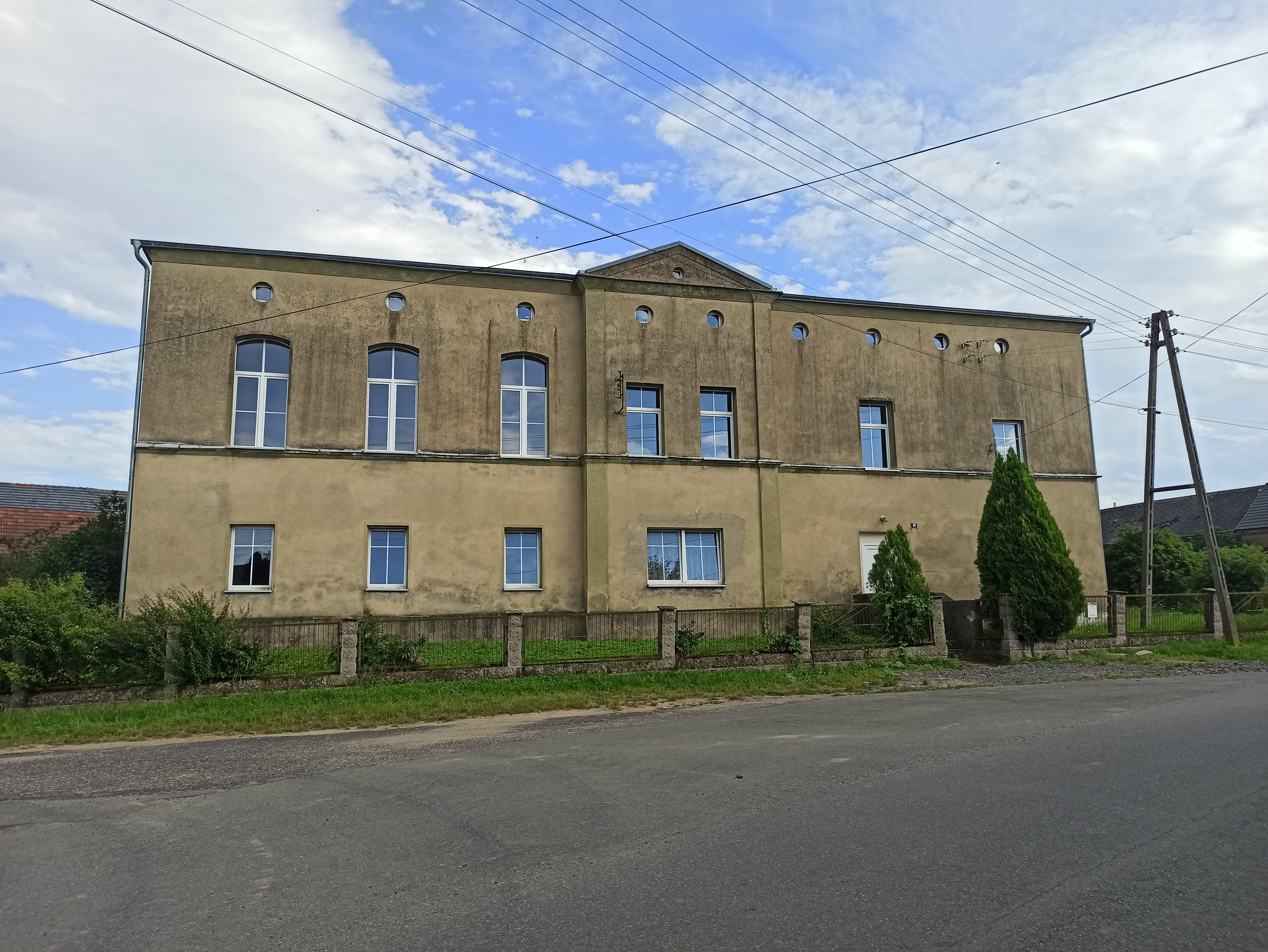
Dom nr 41
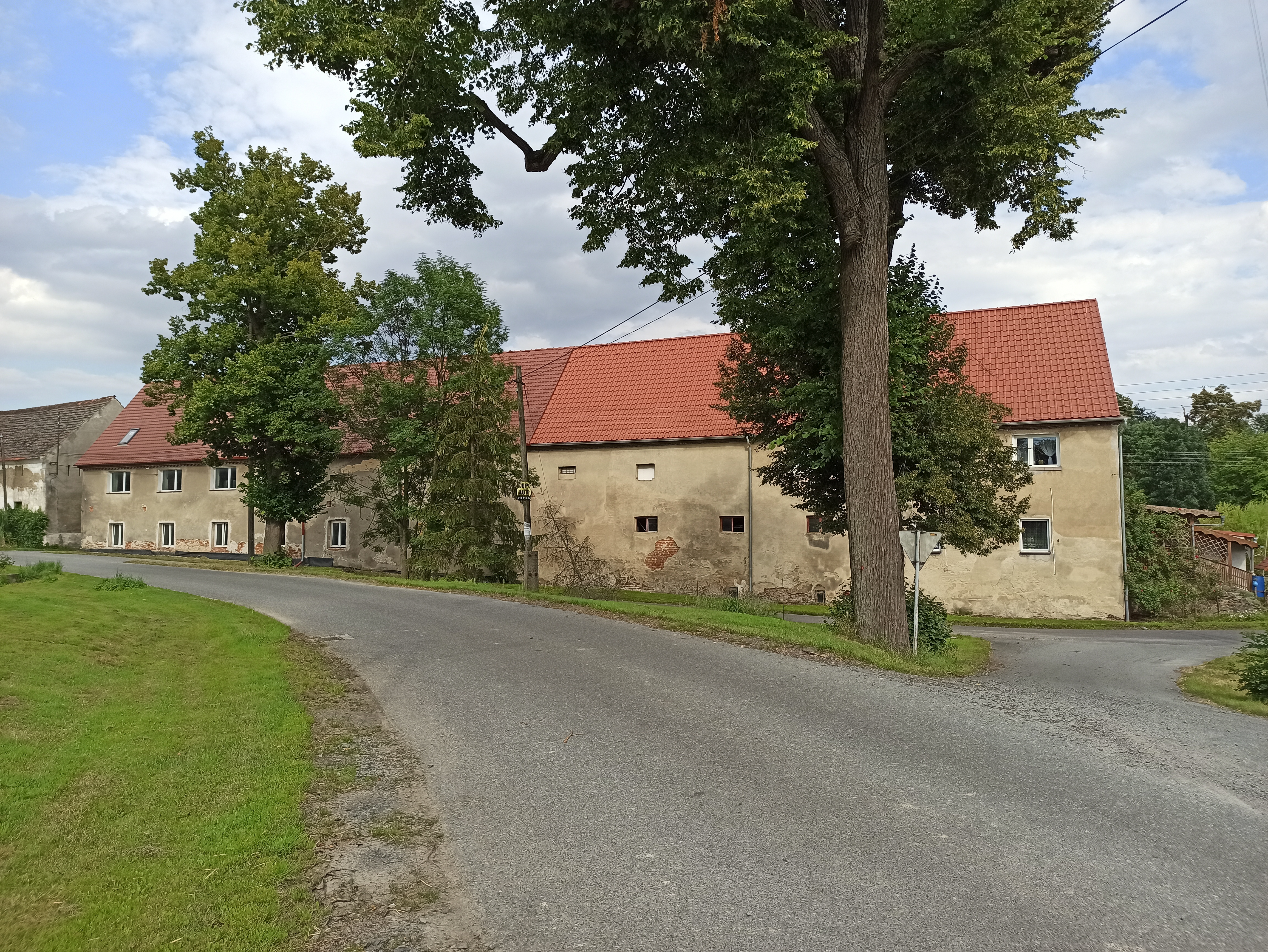
Dom nr 50/51

## Pomniki i obiekty upamiętniające
- Pomnik poległych w I wojnie światowej – pomnik na posesji parafialnej w Prężynce[59] powstały w 1921 jako upamiętnienie mieszkańców wsi, którzy polegli w I wojnie światowej. Ufundowany przez hrabiego Matuschkę. Znajduje się na nim figura Matki Boskiej Bolesnej[35].
- Pomnik wysiedlonych z Kresów Wschodnich – pomnik w Prężynce powstały w 2007 jako upamiętnienie przybycia na Śląsk wysiedlonych z Kresów Wschodnich nowych mieszkańców wsi w 1945. Powstał z inicjatywy Tadeusza Soroczyńskiego, który jest autorem napisu na pomniku[36].

## Transport

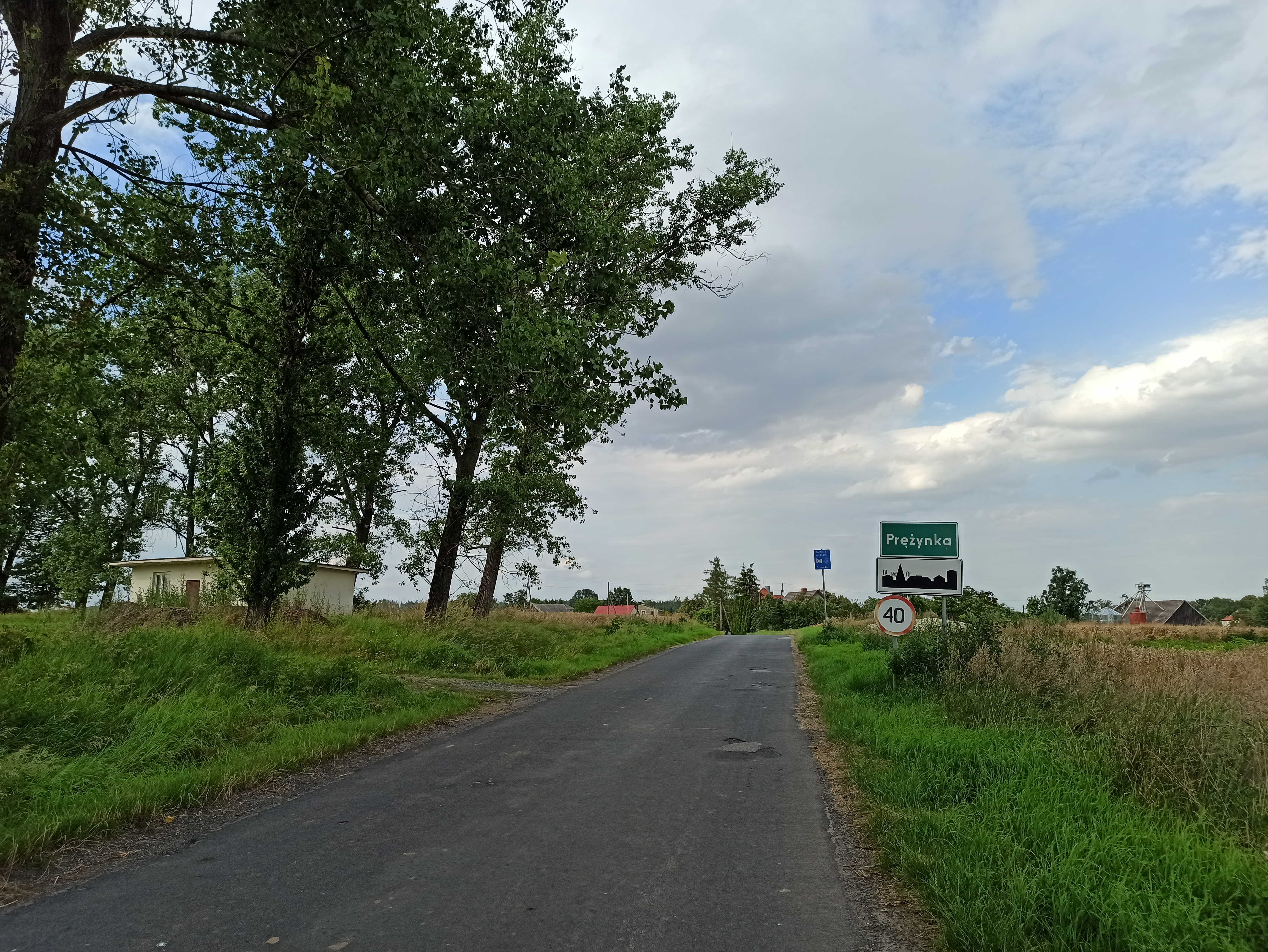
Wjazd do Prężynki od strony Prudnika

W zarządzie Wydziału Drogownictwa Starostwa Powiatowego w Prudniku znajdują się drogi powiatowe: nr 1267O relacji Lubrza – Prężynka oraz nr 1614O relacji Prudnik – Prężynka – Prężyna – Biała.
Prężynka posiada połączenia autobusowe z Białą, Głogówkiem, Lubrzą, Prudnikiem. We wsi znajduje się jeden przystanek autobusowy.
Transport autobusowy w Prężynce obsługiwany był przez PKS Prudnik. W 2004 prudnicki PKS został sprywatyzowany z udziałem Connex Polska. W 2008, w wyniku połączenia spółek PKS Connex Prudnik i PKS Connex Kędzierzyn-Koźle, utworzona została spółka Veolia Transport Opolszczyzna, w 2013 przejęta przez Arriva Bus Transport Polska. W 2019 Arriva wycofała się z Prudnika. Wówczas organizacją przewozów pasażerskich w Prężynce i okolicy zajęły się ościenne PKS-y. W grudniu 2021 powołano Powiatowo-Gminny Związek Transportu „Pogranicze”, mający na celu poprawę jakości transportu.

## Religia

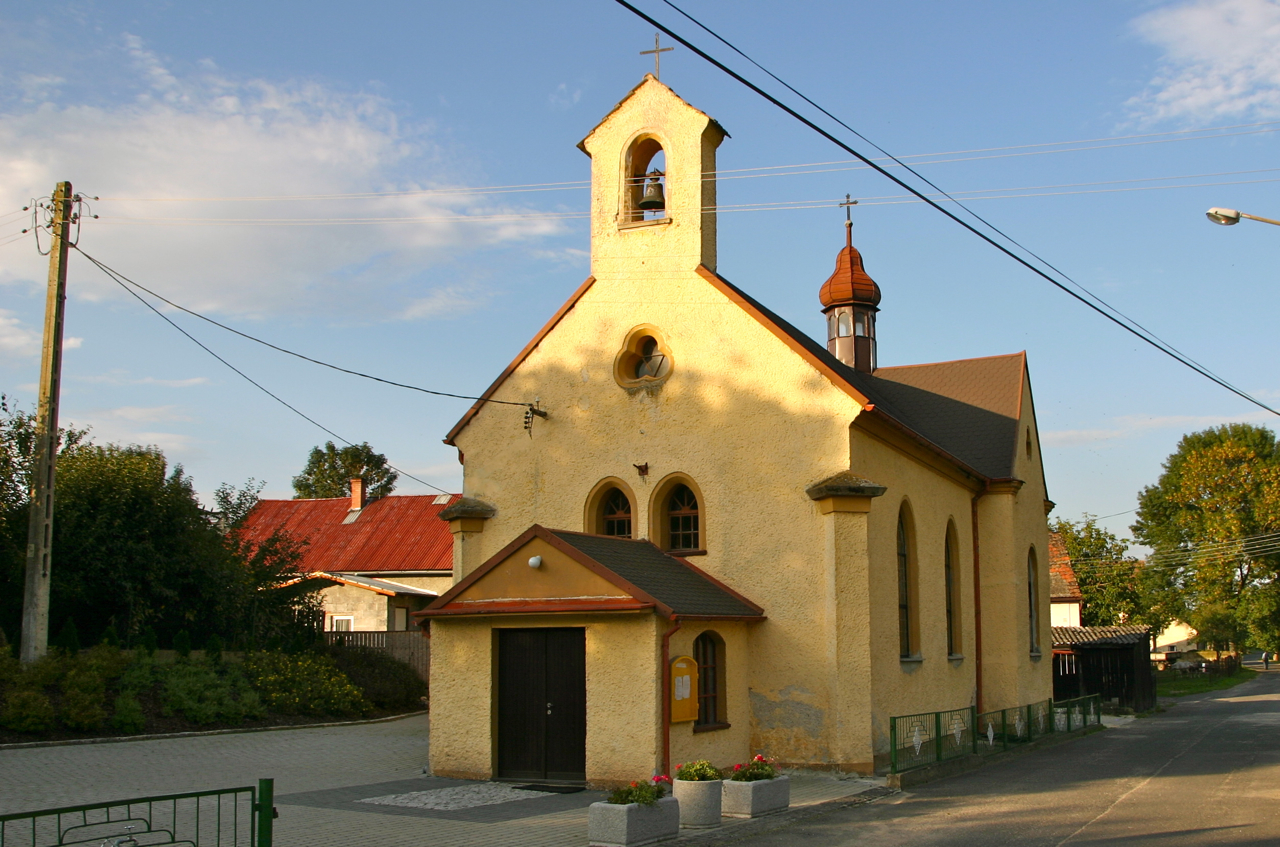
Kaplica św. Marii Magdaleny

Katolicy z Prężynki należą do parafii św. Jakuba Apostoła w Prężynie (dekanat Biała). We wsi znajduje się kaplica św. Marii Magdaleny.

## Turystyka
Oddział PTTK „Sudetów Wschodnich” w Prudniku ustanowił turystyczną Odznakę Krajoznawczą Ziemi Prudnickiej, którą zdobywa się poprzez zwiedzenie odpowiedniej liczby obiektów w miejscowościach położonych na ziemi prudnickiej, w tym w Prężynce. Przez Prężynkę przebiega trasa Kolarskiego Rajdu Dookoła Ziemi Bialskiej, za przejechanie którego PTTK Prudnik przyznaje odznakę.

## Bezpieczeństwo

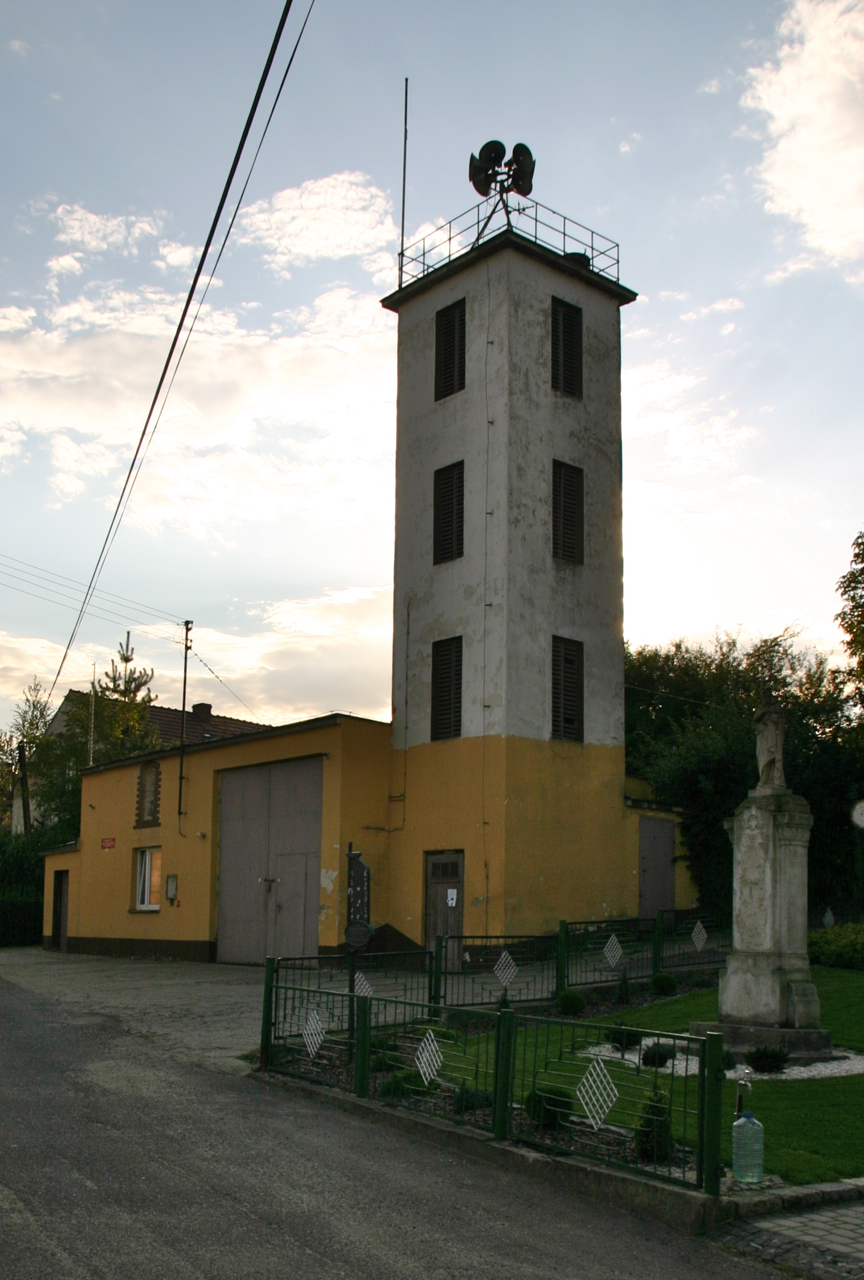
Remiza OSP Prężynka

W zakresie ochrony przeciwpożarowej oraz innych miejscowych zagrożeń w Prężynce działa jednostka Ochotniczej Straży Pożarnej.
Miejscowość jest pod opieką dzielnicowego rejonu służbowego nr 8 Komendy Powiatowej Policji w Prudniku.
Teren wsi, jak i całej gminy Lubrza, położony jest w strefie nadgranicznej w związku z czym Straż Graniczna dysponuje, na tym obszarze, specjalnymi kompetencjami w zakresie bezpieczeństwa. Gminę Lubrza obejmuje zasięgiem służbowym placówka Straży Granicznej w Opolu ze Śląskiego Oddziału SG.

## Ludzie związani z Prężynką
- Albert Battel (1891–1952) – porucznik Wehrmachtu, odznaczony medalem Sprawiedliwy wśród Narodów Świata za przeciwstawianie się likwidacji getta żydowskiego w Przemyślu, urodzony w Prężynce
- Tadeusz Soroczyński (1942–2018) – poeta, animator kultury, zamieszkały i zmarły w Prężynce